# أندرياس ك. إنجل
أندرياس ك. إنجل (بالألمانية: Andreas K. Engel)‏ هو عالم أعصاب ألماني، ولد في 7 يناير 1961 في فيلينغن-شفنينغن في ألمانيا.